# Actions per minute
Actions per minute o APM (azioni al minuto) è il numero di azioni completate in un periodo di tempo corrispondente al minuto in un videogioco di strategia in tempo reale. 
Le APM sono calcolate e utilizzate negli esports come parametro per misurare la performance di un determinato giocatore durante una data partita. Difatti il numero di azioni, eseguite generalmente tramite l'utilizzo di combinazioni di tasti (hotkeys e macro), riflette la capacità del giocatore di ottenere un vantaggio tattico sull'avversario. Maggiore è il numero di azioni che riesce a portare a termine, più rapidamente svilupperà il suo piano di gioco e strategia. Un giocatore con un APM nettamente superiore rispetto al proprio avversario ha un vantaggio tattico notevole in quanto può mettere in atto la propria strategia più rapidamente. L'APM può essere influenzato da fattori esterni (stanchezza, stress, etc.) e variare durante la partita. L'APM è utilizzato nell'ambito competitivo di giochi come StarCraft o Warcraft III: Reign of Chaos.
, Empire Earth II.